# Nynäs gård, Värmland
Nynäs är en gård i Visnums-Kils socken vid Vänern i sydöstra Värmland. Gården är känd sedan 1100-talet. Nuvarande ägare är Anders Wiklert.

## Äldre historia
Nynäs, eller som det i äldre tider hette, Näs kloster eller Näs, ägdes av medlemmar av Stråhle-släkten och donerades den 5 april 1268 av lagmannen Holdo Olofsson Stråle (Strahle) till Riseberga kloster, mot det att han fick gravplats där. Blott några dagar senare uppsatte samme lagman och hans hustru Margareta ett testamente, vari de förklarade, att "som de i Riseberga kloster åt sig utsett gravplats, skänkte de detta kloster tolv gårdar, Näs inbegripet". I hans vid gåvobrevet hängande sigill står en fullt rustad ryttare till häst med följand omskrift i munkstil: Sigillum Holdonis de Wermelandiæ och i hans hustrus ett "M" med omskrift "Sekretum Margaretæ".
Genom denna donation kom klostret att äga ett sammanhängande komplex av gårdar från Riseberga till Vänern, där Näs sannolikt bildade en filial av Riseberga kloster.
I Örebro den 13 april 1352 tillbytte sig en Hemming Hemmingsson godset av Riseberga kloster mot egendomen Wall i Visnums socken och det stannade i denna släkt i flera generationer. Därefter blev Näs en kronodomän, men när detta skedde, känner man ej. Man har inte heller någon kunskap om på vilket sätt kronan förvärvade Näs, om det skedde genom köp, byte eller om godset helt enkelt indragits till kronan på grund av att dess ägare råkat i onåd.
När hertig Karl, sedermera Karl IX, tillträdde sitt hertigdöme, som bestod av Södermanland, Närke och Värmland samt Vadsbo och Valle härader i Västergötland, var emellertid Näs en kronoegendom och hertigen hade under någon tid gården till bostad och hertigsäte. Karl IX levde under åren 1550-1611.

## Ägarelängd
År 1592 bortbytte hertigen Näs mot en gård i Östergötland till befallningsmannen i Värmland, rikskammarrådet Schering Eriksson Arp. Arp dog redan året därpå och Näs med underlydande gick då till hans änka Anna Olofsdotter Stengafvel och efter henne till dottern Carin Scheringsdotter Arp. Carin gifte sig 1606 med ståthållaren på Nyköpingshus, Johan Jöransson Rosenhane (1571-1624).
Carin Arp och Johan Rosenhane hade fem barn, Schering, Catharina, Johan, Märta och Gustaf. Familjen Rosenhane var stora jordägare, framförallt i Södermanland, och alla barnen fick olika gårdar. Märta, född 1614, fick efter moderns död 1654 överta äganderätten till Nynäs.
Märta gifte sig 1652 med löjtnanten, sedermera majoren, vid Livregementet till häst Tuve Hökeflycht och fick med honom fem söner. Alla sönerna gick i krigstjänst och avled vid relativt unga år, den siste var löjtnanten vid amiralitetet Mårten Hökeflycht som stupade 1702 ombord på sin förande jakt Flundran under sjöslaget på Peipus.
Märtas äldre syster Catharina gifte sig 1640 med överstelöjtnanten vid Upplands ryttare Jakob Silfverpatron. Hans farbror, ryttmästaren Erik Jakobsson Silfverarm, var gift med Tuve Hökeflychts faster Christina Tuvesdotter. Familjerna var därigenom avlägset bekanta och det var anledningen till att den unge Tuve hade tillbringat långa tider i det Rosenhanska hemmet.
Tuve Hökeflycht avled 1680 och är begraven i Visnums-Kils kyrka, där hans eget och fyra av hans söners vapen är uppsatta. Märta Rosenhane överlevde sin man i tjugotvå år och satt i rubbat bo. Släkten synes dock ej ha varit fullt belåten, ty i en inlaga år 1693 yrkade brorsonen Bengt Rosenhane och systersonen Johan Kruuse på att Märta måtte förbjudas att avyttra något av godsen. När hon avled 1701 hade alla hennes bröstarvingar gått före henne ur tiden. Arvskiftet förrättades på Tistad i Bärbo socken i Södermanland och där bestämdes att Nynäs skulle tillfalla hennes bror Scherings son Johan Rosenhane.
Johan Rosenhane var president i Wismarska tribunalet, ledamot av reduktionskommissionen och ambassadör vid preussiska hovet och vistades ständigt utrikes. Nynäs arrenderades därför ut till Israel Skragge. Johan Rosenhane efterlämnade ej heller han några arvingar och Nynäs övergick till hans brorson, generalmajoren Göran Gustaf Rosenhane, 1678-1754.
Göran Gustaf Rosenhane var en synnerligen dugande och kraftfull man. Själv bodde han på Marieberg i Björkviks socken i Södermanland, men han skötte med omsorg och god ordning de många egendomar han ägde i andra landskap. Han var först gift med friherrinnan Edla Brita Banér, 1685-1727, men vid hans död 1754 övergick Nynäs till hans fru i andra giftet, friherrinnan Charlotta Maria Taube af Odenkat. Nynäs arrenderades fram till hennes död 1764, då egendomen tillföll honom i arv, av överstelöjtnanten och brukspatronen Carl Gustaf Hammarhjelm. Hammarhjelm var förlovad med Göran Gustaf Rosenhanes dotter i första giftet, Charlotta Gustava, född 1716.
Carl Gustaf Hammarhjelm hade med sin hustru två döttrar och tre söner. Det blev sonen, hovjunkaren Göran Mårten som fick Nynäs.